# Жук, Георгий Яковлевич
Георгий Яковлевич Жук (6 июня 1884, село Боровка, Иллукстский уезд, Курляндская губерния — 27 ноября 1941, Москва) — деятель обновленчества, где имел сан митрополита Архангельского, в 1926—1933 годы — настоятель храма Воскресения Словущего на Ваганьковском кладбище.

## Биография
Родился 6 июня 1884 года в селе Боровка Эзернской волости Иллукстского уезда Курляндской губернии (ныне Скрудалиенская волость Даугавпилсского края Латвии) в семье крестьянина.
Окончил Виленский учительский институт. В 1905 году за участие в революционном движении был выслан в город Юрьев-Польский Владимирской губернии. Знал несколько иностранных языков, обладал феноменальной памятью.
До 1908 года учитель Узьменской церковно-приходской школы Литовской епархии.
С 18 ноября 1908 года — исполняющий должность псаломщика Николаевской церкви местечка Узмёны Дисненского уезда Литовской епархии.
Сдал экзамены на звание священника при Литовской духовной семинарии и 6 декабря 1909 года рукоположен во священника и назначен к Свято-Аннинской церкви местечка Дукшты Виленского уезда Виленской губернии (ныне Дукштас Игналинского района Литвы). Одновременно заведующий и законоучитель Дукштинской церковно-приходской школы. В 1912 году награждён набедренником. Затем награждён бархатной фиолетовой скуфьёй.
10 июня 1914 года уволен за штат, в связи с переходом в Саратовскую епархию, где служил миссионером. Награждён камилавкой.
В 1917 году служил миссионером во Владимирской епархии. В том же году переведён к церкви города Юрьева.
Перешёл в Томскую епархию. С 1918 года — законоучитель Новониколаевской учительской семинарии. После закрытия был священником Успенской кладбищенской церкви города Новониколаевска (совр. Новосибирск).
В 1919 году назначен редактором журнала «Русский богатырь» издательства «Новая Россия».
С 1922 года в обновленческом расколе. Награждён наперсным крестом, от Священного Синода выдаваемым. Член сибирской группы «Живой Церкви». Возведён в сан протоиерея.
Назначен епископом Красноярским и Енисейским и 15 июля 1923 года, будучи в браке, обновленческими епископами во главе с митрополитом Петром (Блиновым) хиротонисан во епископа Красноярского и Енисейского. Кафедра располагалась в Рождество-Богородицком соборе города Красноярска. Возведен в сан архиепископа. Избран председателем Красноярского обновленческого епархиального Совета.
С 8 августа 1923 года — член Всероссийского обновленческого синода.
В мае 1924 года участник Второго сибирского областного церковного съезда.
В 1924 году переведён в кандидаты в члены Всероссийского обновленческого синода. В 1925 году уволен на покой. Проживал в Москве.
Участвовал в работе III Обновленческого Собора с 1 по 10 октября 1925 года, на котором выступил с докладом о церковной дисциплине, о деятельности Учебного комитета, восхвалял преимущества женатого епископата, а также высказался против любых переговоров с Патриаршим Местоблюстителем митрополитом Петром (Полянским).
14 октября 1925 года назначен архиепископом Богородским, викарием Московской обновленческой епархии. Одновременно настоятель московской Трёхсвятительской церкви у Красных ворот.
В феврале 1926 года назначен архиепископом Оренбургским и Тургайским; председателем Оренбургского обновленческого епархиального управления. Назначение не принял, в связи с чем 23 февраля того же года освобождён от назначения и уволен на покой.
25 февраля 1926 года назначен настоятелем московской Успенской церкви на Малой Дмитровке. Назначение отменено. С 1 марта 1926 года настоятель московской Николо-Дербентской церкви. С 29 сентября 1927 года настоятель Воскресенской церкви на Ваганьковском кладбище в Москве.
С 18 ноября 1927 года архиепископ Клинский, викарий Московской епархии, с оставлением в должности настоятеля Воскресенской церкви Ваганьковского кладбища.
21 декабря 1927 года избран членом Московского обновленческого епархиального управления. 4 января 1928 года утверждён членом Московского обновленческого епархиального управления.
5 марта 1928 года назначен настоятелем московской Николо-Дербентской церкви, однако 13 марта того же года постановлением Синода назначение приостановлено. 30 марта 1928 года отчислен от настоятельства и служения в Воскресенской церкви Ваганьковского кладбища и назначен «благовестником» Московской епархии, с предложением занять место настоятеля Николо-Дербентской церкви. 6 апреля 1928 года, в связи с бедственным положением семьи, разрешено служение в Воскресенской церкви Ваганьковского кладбища до 25 апреля.
27 апреля 1928 года Георгию Жуку предписано немедленно прекратить службу на Ваганьковском кладбище и передать дела новому настоятелю, иначе последует запрещение в священнослужении. Не подчинился постановлениям обновленческого Синода и Московского обновленческого епархиального управления. Самовольно переизбрал членов церковной общины Ваганьковского кладбища и набрал новый причт. Объявил о выходе из обновленчества и присоединении к автокефалистам. 14 июня 1928 года отстранён от управления Клинским викариатством. За уклонение в автокефалию запрещён в священнослужении.
В октябре 1928 года принёс покаяние и «Священным Синодом Православных Церквей в СССР» был принят в каноническое общение, с оставлением в должности настоятеля Воскресенской церкви Ваганьковского кладбища.
24 ноября 1930 года был арестован. 9 декабря того же года постановлением Коллегии ОГПУ дело прекращено, с освобождением из под стражи.
С 16 декабря 1931 года — член обновленческого Московского областного митрополитанского церковного управления. С 1932 года — заместитель председателя Московского обновленческого епархиального управления. С 2 марта 1932 года заведующий административным и юридическим отделами Московского Областного митрополитанского церковного управления. 20 апреля 1932 года награждён правом ношения бриллиантового креста на клобуке.
4 апреля 1934 года назначен архиепископом Архангельским, управляющим Северной обновленческой митрополией и председателем Северного Краевого Митрополитанского Церковного Управления с возведением в сан митрополита. Кафедра располагалась в Успенской (Боровской) церкви города Архангельска. Возведён в сан митрополита. Многочисленное семейство обновленческого иерарха, у которого было 8 детей, вплоть до 1946 года жило в подвале Ваганьковского храма.
25 января 1935 года был арестован. 13 мая того же года постановлением народного суда Октябрьского района города Архангельска приговорен к 7 годам исправительно-трудовых лагерей.
В 1941 году освобождён досрочно. Тяжело больной обновленческий архиепископ Георгий приехал в Москву умирать к родным, где скончался 27 ноября того же года от туберкулёзного менингита. Похоронен на втором участке Ваганьковского кладбища города Москвы. Большой семейный некрополь расположен слева от храма Воскресения Словущего.